# Slovakiens nationalråd

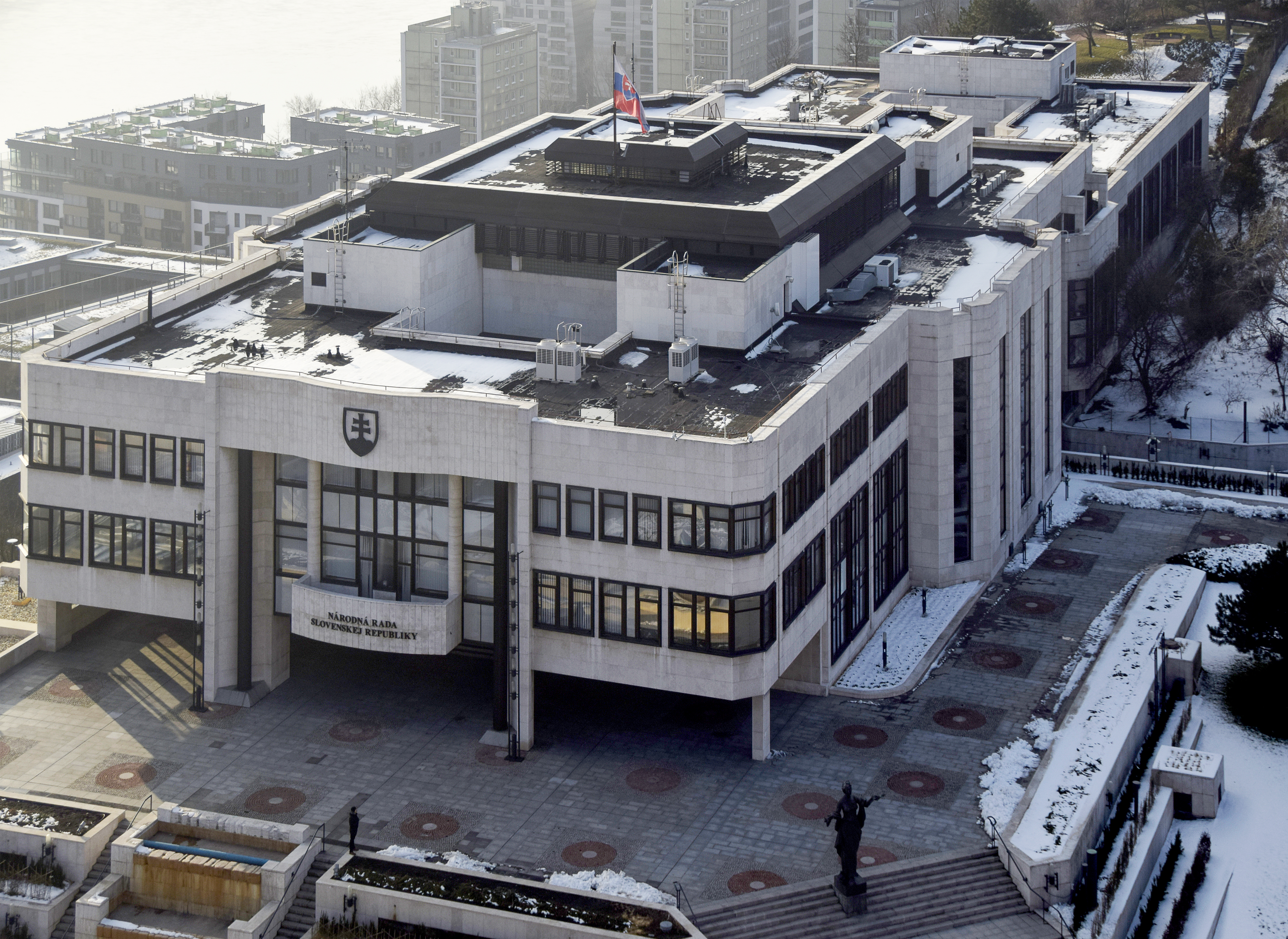
Slovakiens nationalråd, 2018

Slovakiens Nationalråd är Slovakiens lagstiftande församling och består av 150 ledamöter och väljs på fyra år. Nationalrådet är beslutsmässigt om minst 76 ledamöter är närvarande och deltar i omröstningarna.